# Hideshi Hino
Hideshi Hino (日野日出志, Manchuria, 19 de abril de 1946) es un artista de manga japonés especializado en historias de horror. Sus cómics incluyen El Hijo del Diablo, Galería de Horrores y Panorama Infernal. También escribió y dirigió dos de las películas de terror de la serie "Guinea Pig": Flower of Flesh and Blood, que también protagonizó, y Mermaid in a Manhole.

## Trayectoria
Nació en Qiqihar hijo de trabajadores inmigrantes japoneses en el noreste de China, justo cuando Japón se rindió al final de la Segunda Guerra Mundial a las fuerzas soviéticas invasoras. Su familia escapó a Japón por temor a las represalias de los civiles chinos, después de que en su ciudad se reuniera a todos los japoneses y se les trasladarse a los restantes puertos gobernados internacionalmente.
Hino explica que casi fue asesinado de camino a Japón por sus conciudadanos durante la evacuación de China. Algunos de sus manga están basados en su vida y sus acontecimientos, por ejemplo, su abuelo que fue un Yakuza o su padre un criador de cerdos con un tatuaje de araña en la espalda; han sido representados en sus mangas muchas veces (como en Panorama infernal).
Aunque originalmente barajó la posibilidad de trabajar en la industria cinematográfica, las obras de los artistas de manga Shigeru Sugiura y Yoshiharu Tsuge inspiraron al joven Hino a expresarse en el medio del manga. Originalmente comenzó en dōjinshi, y su primer trabajo profesional fue publicado en la revista experimental de manga COM (revista) de Osamu Tezuka en 1967. Con apariciones en Garo y en el serializado "Hideshi Hino's Shocking Theater" que salió en 1971, su extraño mundo de asesinos desviados, bestias grotescas y cadáveres en descomposición estaba firmemente establecido.
Incluso encontró un gran número de seguidores en el mundo del shojo manga. Obras como Dead Little Girl y Ghost School ocuparon un lugar destacado en las revistas de shojo. En 2004, Pony Canyon realizó una serie de seis películas de imagen real, basadas en su manga, llamada Hideshi Hino's Theater of Horror.
Uno de los pasatiempos de Hino es mantener las espadas japonesas. También es practicante de budō.

## Obra
- 2005 – El niño gusano. Ediciones La Cúpula.
- 2005 – La serpiente roja. Ediciones La Cúpula.
- 2005 – Historias de la máscara. Ediciones La Cúpula.
- 2006 – El hombre cadáver. Ediciones La Cúpula.
- 2006 – Panorama infernal. Ediciones La Cúpula.
- 2007 – Interzona. Ediciones La Cúpula.
- 2007 – La enfermedad de Zoroku. Ediciones La Cúpula.
- 2007 – Criatura maldita. Ediciones La Cúpula.
- 2008 – Onimbo. Ediciones La Cúpula.
- 2008 – El hijo del diablo. Ediciones La Cúpula.
- 2009 – Galería de horrores. Ediciones La Cúpula.
- 2009 – Noches de Zipango. Ediciones La Cúpula.
- 2010 – Circo de monstruos. Ediciones La Cúpula.
- 2017 – El hombre cadáver. Ediciones La Cúpula.
- 2018 – La isla de las pesadillas. Ediciones La Cúpula.
- 2019 – El teatro escalofriante. Ediciones La Cúpula.
- 2024 – El sótano del Averno. Ediciones La Cúpula.
- 2024 – Mr. Joker. Ediciones La Cúpula.[3]

## Filmografía
Director
- Guinea Pig: Mermaid in a Manhole (1988)
- Guinea Pig: Flower of Flesh and Blood (1985)

Guionista 
- Guinea Pig: Flower of Flesh and Blood (1985)
- The Boy From Hell (2004)
- Lizard Baby (2004)
- Occult Detective Club: The Doll Cemetery (2004)
- Death Train (2004)
- Dead Girl Walking (2004)
- The Ravaged House: Zoroku's Disease (2004)